# José Miguel Gómez Rodríguez
José Miguel Gómez Rodríguez (Bogotá, 24 de abril de 1961) es un sacerdote, profesor y arzobispo colombiano, que se desempeña como arzobispo de Manizales.

## Biografía

### Primeros años y formación
Nacido en la ciudad capital Bogotá el día 24 de abril de 1961, él es hijo de José Antonio Gómez y María Teresa Rodríguez.
Hizo sus estudios primarios en el Colegio Benedictino San Carlos y tras trasladarse a la ciudad de Manizales estudió en el Colegio Jesuita  San Luis Gonzaga de Manizales.
Dentro de esta misma institución hizo la secundaria y el bachillerato.

## Sacerdocio
Al descubrir su vocación religiosa en el año 1979, ingresó en el Seminario Mayor de Manizales, donde cursó sus estudios de Filosofía y de Teología, hasta que fue ordenado presbítero en 1986 y finalmente el 2 de febrero de 1987 fue ordenado sacerdote en la Catedral basílica de Nuestra Señora del Rosario de Manizales, por el entonces Arzobispo Metropolitano  José de Jesús Pimiento Rodríguez.
Tras su ordenación sacerdotal, marchó hacia Italia, para obtener el título universitario de Licenciado en Sagrada Escritura por el Pontificio Instituto Bíblico de Roma.
A su regreso a Colombia en 1992, ya pudo iniciar su pastorado. Durante sus años como pastor, cabe destacar que ocupó los cargos de vicario parroquial de la Parroquia de la Inmaculada Concepción en Aguadas y capellán Universitario en la arquidiócesis de Manizales. 
En 1993 pasó a ser el párroco del Municipio de Neira. 
En 1997 fue párroco de la Basílica Menor La Inmaculada Concepción de Salamina y vicario episcopal de la Zona Norte de la arquidiócesis de Manizales. Y desde 2003 a 2005 fue profesor de Sagrada Escritura en el Seminario Mayor de Bogotá y director del Departamento de Catequesis y pastoral bíblica del Secretariado Permanente de la Conferencia Episcopal de Colombia (CEC).

## Episcopado

### Obispo de Líbano-Honda
El 22 de noviembre de 2004,  Su Santidad, el Papa Juan Pablo II lo nombró Obispo de la diócesis de Líbano-Honda, sucediendo a monseñor Rafael Arcadio Bernal Supelano.
Recibió la ordenación episcopal el 5 de febrero de 2005, de manos de monseñor José de Jesús Pimiento Rodríguez. Tuvo como co-consagrantes al entonces Cardenal-Arzobispo Metropolitano de Bogotá Monseñor Pedro Rubiano Sáenz y al entonces Arzobispo Metropolitano de Manizales Monseñor Fabio Betancur Tirado.
Tomó posesión oficial de la diócesis de Líbano- Honda, el  12 de febrero de 2005. 

### Obispo de Facatativá
Posteriormente, el 23 de febrero de 2015 fue nombrado por el Papa Francisco, como nuevo Obispo de Facatativá, en sucesión de "Monseñor" Luis Antonio Nova Rocha.
Tomó posesión el 21 de marzo de 2015, ese mismo día el Santo Padre le pidió ser Administrador Apostólico de Líbano-Honda, hasta el 17 de octubre, fecha en la que nombró un nuevo obispo.

### Arzobispo de Manizales
El 25 de abril de 2021, el Santo Padre lo nombra Arzobispo de Manizales. Tomó posesión el 5 de junio de 2021.